# Team Penske
Team Penske (conocida anteriormente como Penske Racing) es una escudería de automovilismo de velocidad fundada por el empresario estadounidense Roger Penske.
Debutó en el USAC en 1968 y luego participó en la CART y actualmente la IndyCar Series. Ha logrado 42 campeonatos de pilotos y más de 400 victorias, entre ellas 20 en las 500 Millas de Indianápolis. El equipo se ha destacado con pilotos tales como Bobby Unser, Rick Mears, Danny Sullivan, Emerson Fittipaldi, Al Unser Jr., Paul Tracy, Gil de Ferran, Sam Hornish Jr., Hélio Castroneves y Josef Newgarden.
A su vez, Penske participa en la NASCAR Cup Series desde 1972, habiendo logrado un campeonato de pilotos con Brad Keselowski en 2012, otro campeonato de pilotos con Joey Logano en 2018, y  otro con Ryan Blaney en 2023 aparte de múltiples victorias de Rusty Wallace, Ryan Newman, y Kurt Busch entre otros.
Actualmente cuenta con tres pilotos en la serie NASCAR,
N°2 por Austin Cindric, N°12 por Ryan Blaney, y N°22 por Joey Logano. Hasta el año 2022 contaban con un auto en la Nascar Xfinity Series, categoría donde también obtuvieron dos campeonatos de pilotos, con Brad Keselowski en 2010, y Austin Cindric en 2020 (siendo este último el último piloto es manejar el auto No. 22 de Penske en la Serie Xfinity), Hasta 2020, el equipo contaba con un segundo auto a tiempo parcial, el Ford Mustang N°12 conducido en ovaciones por Joey Logano, Ryan Blaney, Brad Keselowski y Paul Menard (siendo Keselowski el último piloto en correr con este auto en la 2020 LS Tractor 200 en Phoenix.
Penske también ha competido en competencias de automóviles deportivos, entre los cuales se destaca la American Le Mans Series, la Can-Am y la Trans-Am. Anteriormente había competido en la Fórmula 1 desde 1974 hasta 1976, y proveyendo sus coches a otros equipos de Fórmula 1 entre 1977 y 1979.

## Historia

### USAC/CART/IndyCar

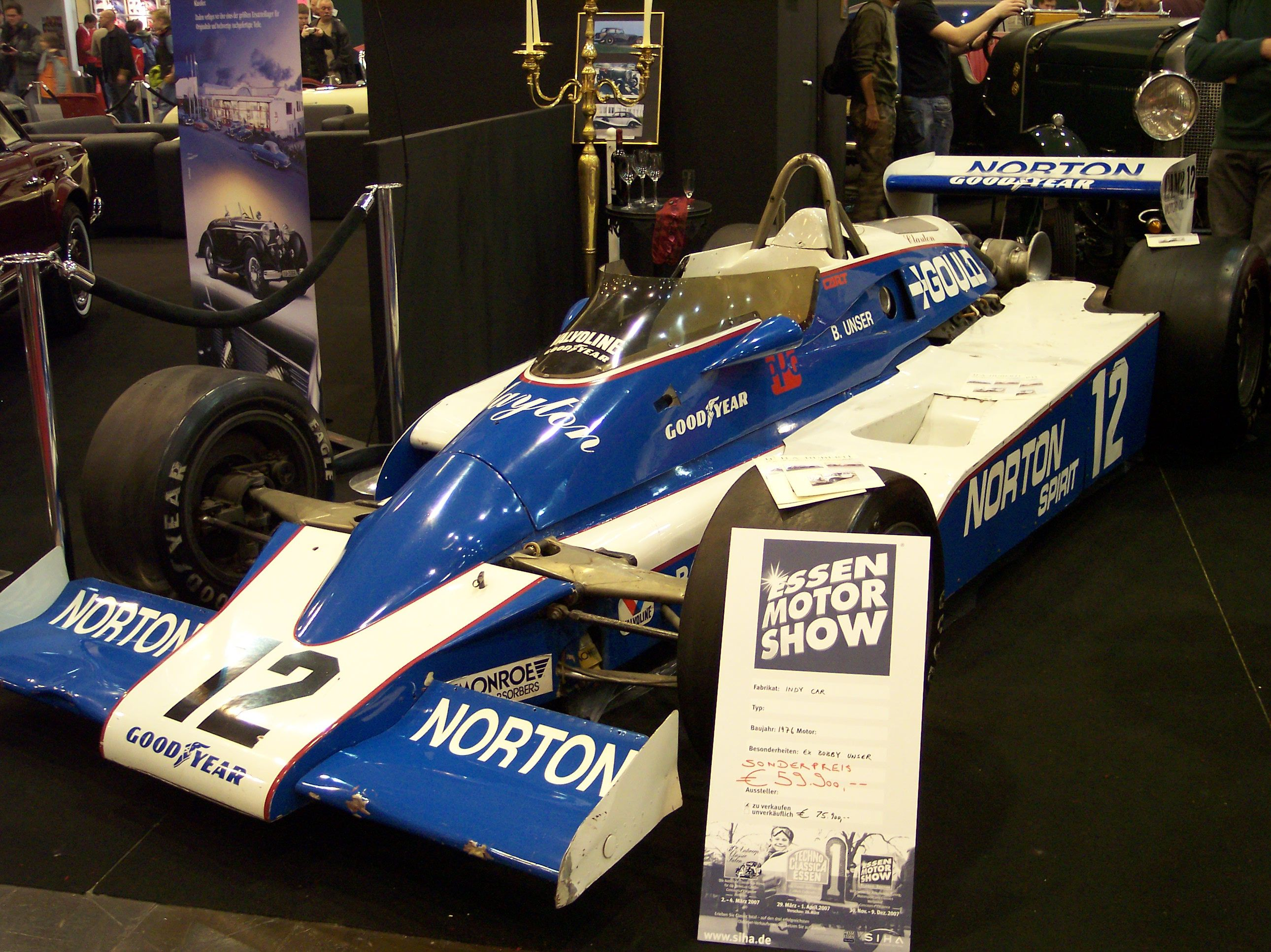
Penske de la serie CART de 1979 que pilotó Bobby Unser.

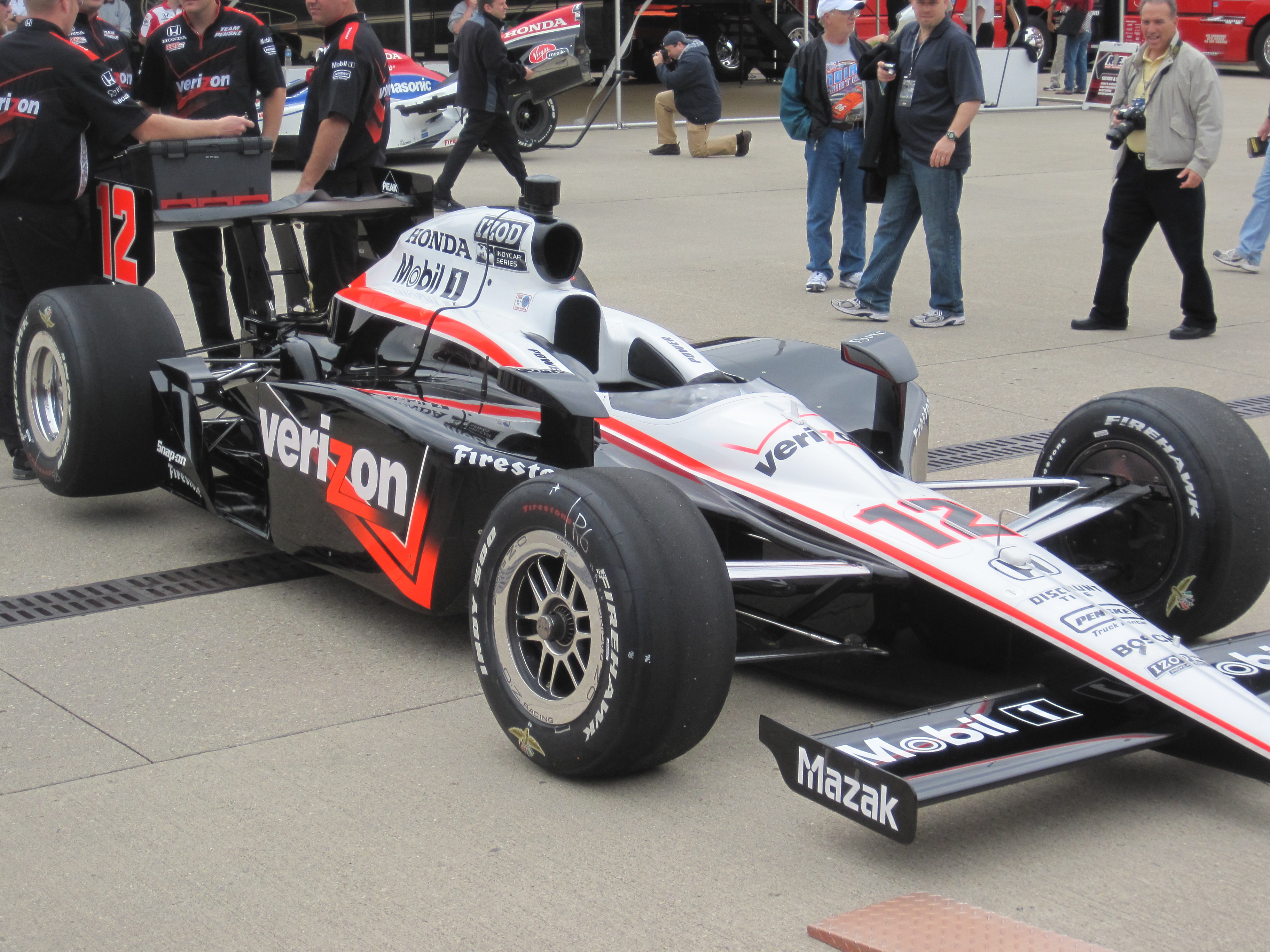
Penske #12 de Will Power en la Práctica N.º 7 para la edición de las 500 Millas de Indianápolis de 2010.

Penske ha estado involucrado con las carreras de la serie IndyCar desde 1968, cuando estuvo por primera vez había estado involucrado con una asociación con el equipo Eagle, con el piloto Mark Donohue. El equipo compitió por primera vez en Indianápolis en 1969, y en un plazo de tres años se había convertido en un equipo a batir, cuando ganó la carrera con Donohue en 1972. Ya 1978, Roger Penske, junto con Pat Patrick, Dan Gurney (expiloto de Fórmula 1), y con otros dueños de equipos que habían hecho participaciones en el Campeonato Nacional del USAC, y fue partícipe de la creación de la CART. Para el 10 de junio de 2009, Penske Racing ya había ganado las 500 Millas de Indianapolis 15 veces, y obteniendo la pole positions de la competencia 16 veces, así como 141 victorias de cada apertura de temporada de la IndyCar, así como cuando ésta estuvo ejercida por la USAC, posteriormente cuando esta misma se había transformado en la serie CART y finalmente, en la vigente IndyCar Series, con 12 campeonatos en total. Penske Racing cuenta con 54 victorias. Varias de sus victorias han sido desde la pole por carrera que han tenido, 30 dobletes y 7 tripletas ganando desde la primera carrera en el óvalo de Pocono el 26 de junio de 1977 hasta la carrera en Texas el 6 de junio de 2009.
En la CART, Penske corrió mayoritariamente con chasis propios. No obstante, utilizó chasis March desde 1984 hasta 1986, mientras que en las 500 Millas de Indianápolis de 1995 probó diversos chasis sin poder clasificar. En las temporada 2000 y 2001 de la CART, Penske utilizó chasis Reynard. En cuanto a motores, Penske utilizó unidades de Cosworth desde 1979 hasta 1985, Chevrolet desde 1986 hasta 1993, Mercedes-Benz desde 1994 hasta 1999, y Honda en 2000 y 2001.
En 2001, el equipo Penske retornó a la Indy 500 después de una ausencia de cinco años debido a la separación de la organización ejercida por el presidente del Indianapolis Motor Speedway, Tony George al crear una serie más americana de monoplazas open wheel alterna a CART tras la temporada 1995 de la CART/IndyCar World Series. Hélio Castroneves y Gil de Ferran lograron el 1-2 con sendos Dallara Oldsmobile. Al final de 2001, Penske había anunciado que dejaría CART para trasladarse a la serie IRL IndyCar Series.
En la IndyCar, Penske corrió siempre con chasis Dallara. Utilizó motores Chevrolet en 2002, Toyota desde 2003 hasta 2005, y Honda desde 2006 hasta 2011.
Con Hélio Castroneves, Penske ganó las 500 Millas de Indianápolis en tres ocasiones (2001, 2002 y 2009), así las últimas carreras en CART y el regreso a la IRL ganado con el piloto Sam Hornish Jr.; en la temporada 2006 este piloto ganó las 500 Millas de Indianápolis y ganando la serie en 2001 y 2002 (estos los ganaría con Panther Racing), mientras que en 2006 ganaría la serie IndyCar con Penske sumando 16 triunfos.
El equipo Penske de IndyCar ha tenido su base de operaciones en Reading, Pensilvania desde 1973, pero con la era de los monoplazas en su época de equipo constructor en la F1 y posteriormente en CART, tuvo una base de operaciones en Poole, Dorset, Inglaterra, que además era la base para el equipo de F1. El 31 de octubre de 2005, Penske Racing anunció después de la temporada de IRL de 2006, que se consolidaría sus operaciones en la serie NASCAR y IRL en las instalaciones de Mooresville, Carolina del Norte, pero, un problema climático debido a una serie de inundaciones en Pensilvania en el año 2006, el equipo de operaciones fue trasladado a Mooresville antes de lo previsto.

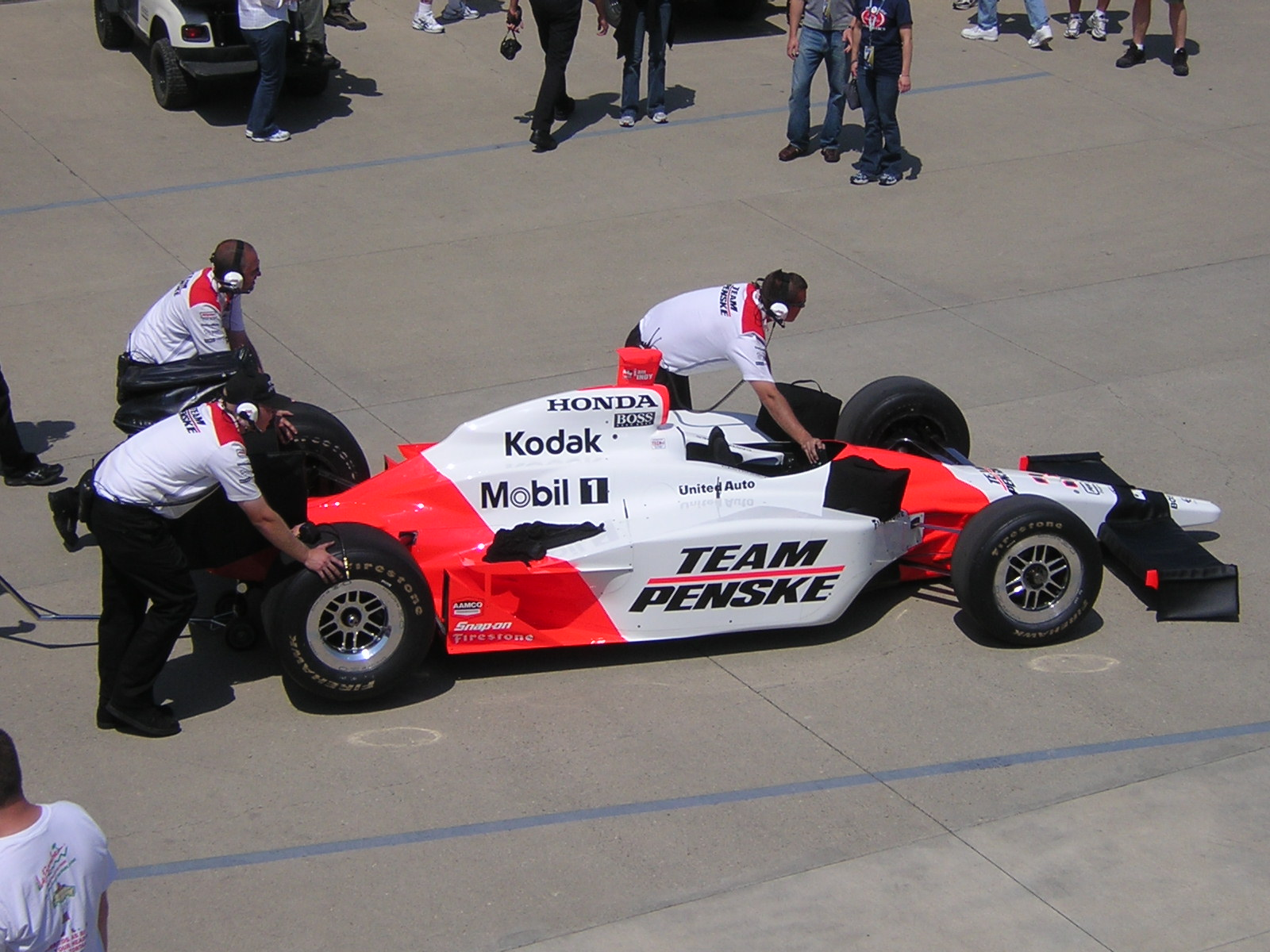
Penske #3 Dallara/Honda en las 500 Millas de Indianápolis de 2007.

A finales de 2005, el equipo Penske anunció que Marlboro, uno sus principales patrocinadores -desde 1989 para las 500 Millas de Indianápolis, y que se había convertido en el patrocinador principal de todos los monoplazas del equipo en la IndyCar desde 1991-, no volvería a aparecer en los coches debido a la conciliación del acuerdo sobre la restricción publicitaria del tabaco en los deportes. El nombre de la marca no volvería a aparecer en los monoplazas Penske.
Desde 2007 hasta 2010, los monoplazas de la IndyCar Series han llevado el letrero "Team Penske" como sustituto del nombre del patrocinador, pero si llevando el patrocinio de Mobil 1 (aunque dichos monoplazas siguen siendo pintados con el esquema de los colores de Marlboro patrocinan y han patrocinado en la Fórmula 1, a equipos como Scuderia Ferrari Marlboro y a McLaren (estos patrocinados entre 1974 a 1995), Alfa Romeo en Fórmula 1 (1978-1984) y Scuderia Dallara-Italia (1989-1991), y que hoy en día la tabacalera tiene esta organización tiene el mismo consenso con la Scuderia Ferrari en la F1.
El tercer monoplaza al principio fue conducido por Will Power, originalmente siendo sustituto de Castroneves, por algunas carreras en su primera temporada con el equipo, llevaba el # 12 contando con el patrocinio principal de Verizon así como la empresa Cellco de Verizon Wireless empresa filial de la marca y la marca de camiones de alquiler del negocio de Roger Penske. En 2010, la tabacalera Phillip Morris suspendió su relación por completo con el equipo Penske, poniendo fin a 19 años de asociación. El equipo posteriormente cambió sus clásicos colores blanco y rojo por los blanco y negro, pero en este caso reflejando el patrocinio de Verizon. El equipo Penske se convirtió en un equipo de tres monoplazas por primera vez desde 1994, con la adición de un equipo completo de equipo para Power.
Penske pasó a utilizar motores para la temporada 2012. Actualmente compite con cuatro pilotos: Hélio Castroneves (solo en las carreras de Indianápolis), Will Power, Josef Newgarden y Simon Pagenaud.

#### Victorias en las 500 Millas de Indianápolis[1]

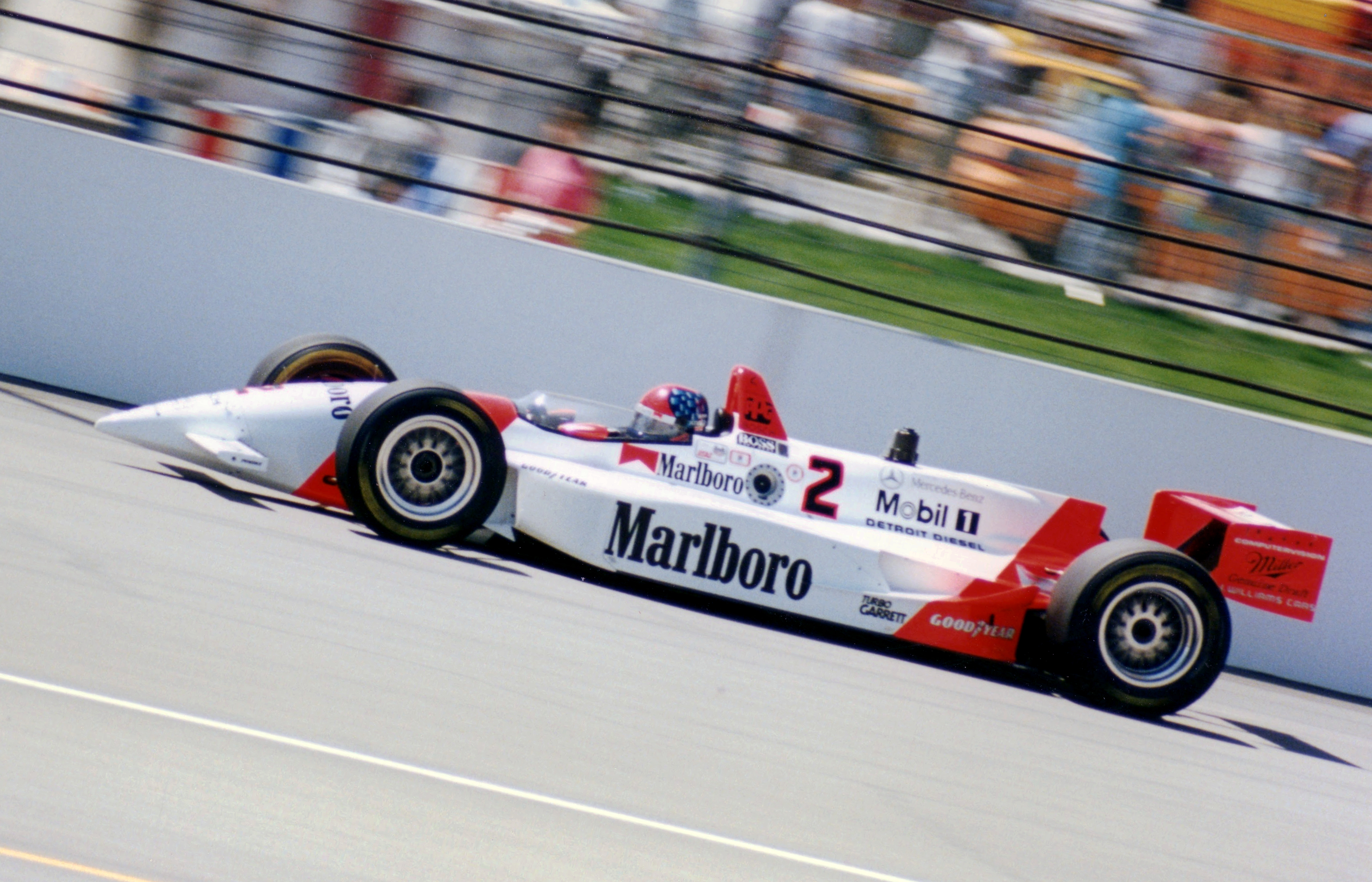
Emerson Fittipaldi en la Indy 500 de 1993.

- 1972  Mark Donohue (McLaren/Offenhauser)
- 1979  Rick Mears (Penske/Cosworth)
- 1981  Bobby Unser (Penske/Cosworth)
- 1984  Rick Mears (March/Cosworth)
- 1985  Danny Sullivan (March/Cosworth)
- 1987  Al Unser (March/Cosworth)
- 1988  Rick Mears (Penske/Ilmor - Chevrolet)
- 1991  Rick Mears (Penske/Ilmor - Chevrolet)
- 1993  Emerson Fittipaldi (Penske/Ilmor - Chevrolet)
- 1994  Al Unser Jr. (Penske/Ilmor - Mercedes-Benz)
- 2001  Hélio Castroneves (Dallara/Ilmor - Oldsmobile)
- 2002  Hélio Castroneves (Dallara/Chevrolet)
- 2003  Gil de Ferran (G-Force/Toyota)
- 2006  Sam Hornish Jr. (Dallara/Ilmor - Honda)
- 2009  Hélio Castroneves (Dallara/Ilmor - Honda)
- 2015  Juan Pablo Montoya (Dallara/Chevrolet)
- 2018  Will Power (Dallara/Chevrolet)
- 2019  Simon Pagenaud (Dallara/Chevrolet)
- 2023  Josef Newgarden (Dallara/Chevrolet)
- 2024  Josef Newgarden (Dallara/Chevrolet)

#### Temporada 1994 de la CART IndyCar World Series[1]

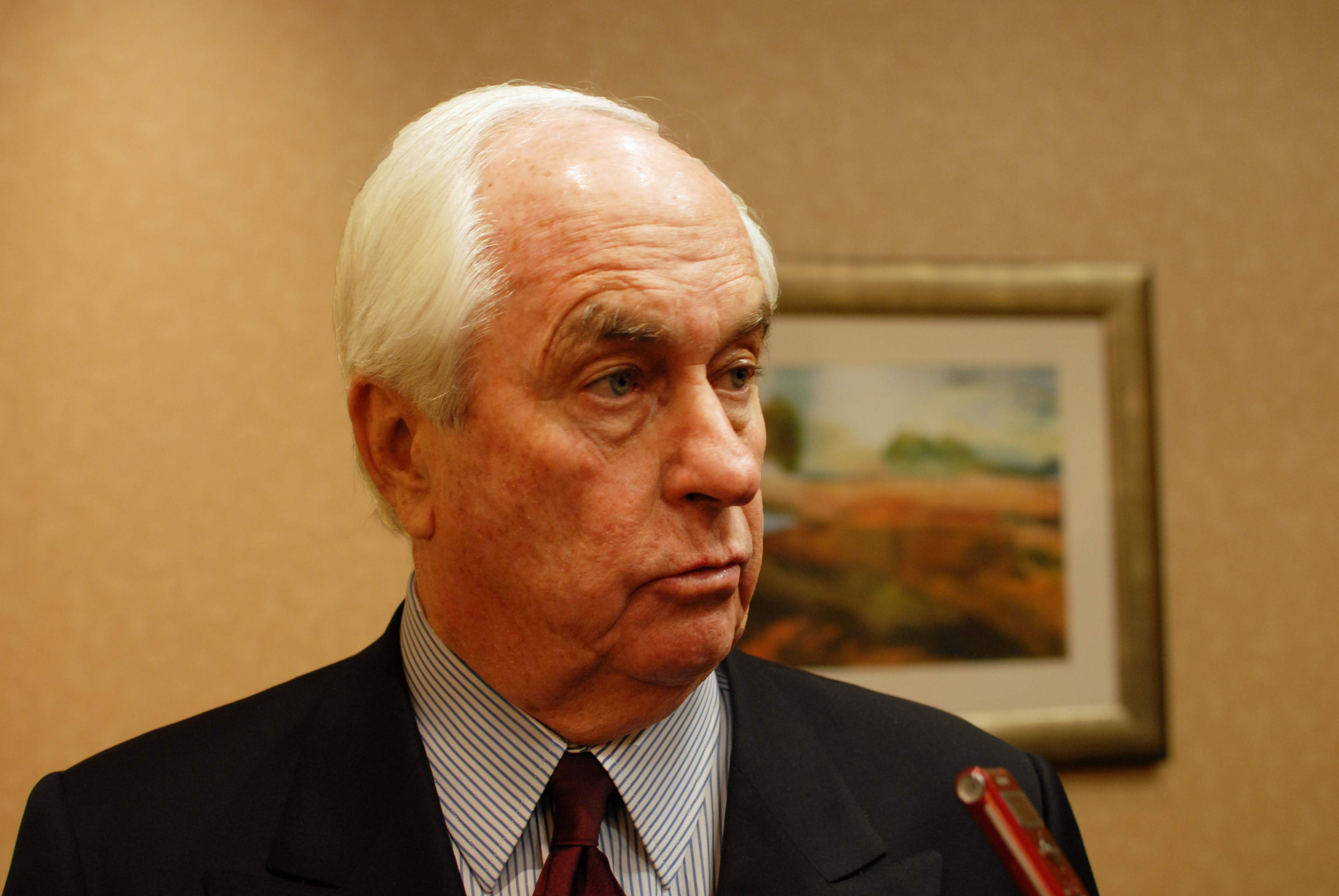
Roger Penske.

Para la temporada 1994 de la CART IndyCar World Series, el Team Penske tuvo un rendimiento muy superior a lo esperado. El nuevo monoplaza, el chasis Penske PC-23 con motor Indy V8-Ilmor Mercedes-Benz con el patrocinio de Marlboro con pilotos como Al Unser Jr., Paul Tracy, y Emerson Fittipaldi al volante. El equipo acumuló 12 victorias de 16 competencias puntuables, recogiendo 10 poles y 28 podios en su camino hacia el campeonato. El equipo también sostuvo una polémica situación para la carrera de las 500 Millas de Indianápolis. El Marlboro Team Penske debutó con nuevo y radical motor de Mercedes-Benz para Indy, el 500i. Este motor utilizaba con base a un hueco encontrado en la normativa la inclusión de unÁrbol de levas de empuje con suspensión activa para el motor, ya que en dicha época el motor V6 Buick Indy permitía un extra de 650 cm³ y 10 pulgadas (4,9 psi / 33,8 kPa ) de empuje en carrera, y que fue desarrollada a partir de dicha idea. Esta potencia extra (llegando a los 900 caballos de fuerza, y quizá con rumores de que esa potencia llegaba a los 1000 Caballos de potencia) permitió los monoplazas Penske fueran mucho más veloces, lo que les permitió darles la fuera en primera fila y como postre, la parrilla de la 78a edición de las 500 Millas de Indianápolis. Al Unser Jr. y Emerson Fittipaldi dominaron la carrera, con el tiempo suficiente a 16 vueltas para el final para ganar la carrera, pero en la última vuelta, Emerson Fittipaldi chocó contra la pared de la curva 4, lo que concedió a Al Unser Jr. el liderato y ganar. El único piloto que terminó en la vuelta del líder fue el novato Jacques Villeneuve. Esa temporada vio un Marlboro Team Penske ganando el Campeonato con Al Unser Jr., y la Copa Constructores fue para el monoplaza Penske PC-23, así como la Copa de fabricantes con el motor Indy V8-Ilmor Mercedes-Benz.

#### Pilotos de IndyCar[1]

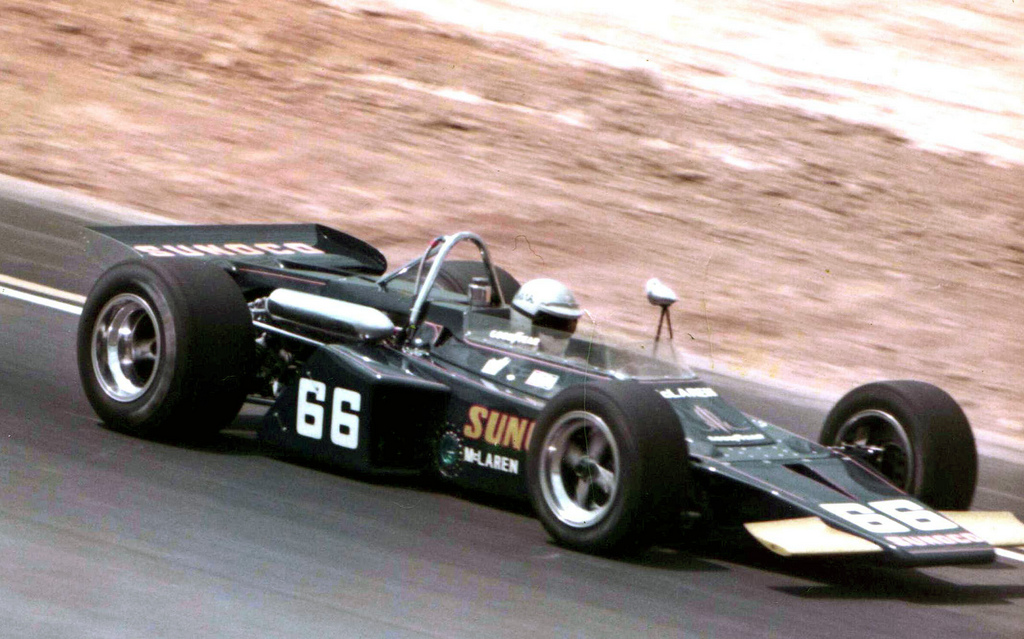
Mark Donohue.

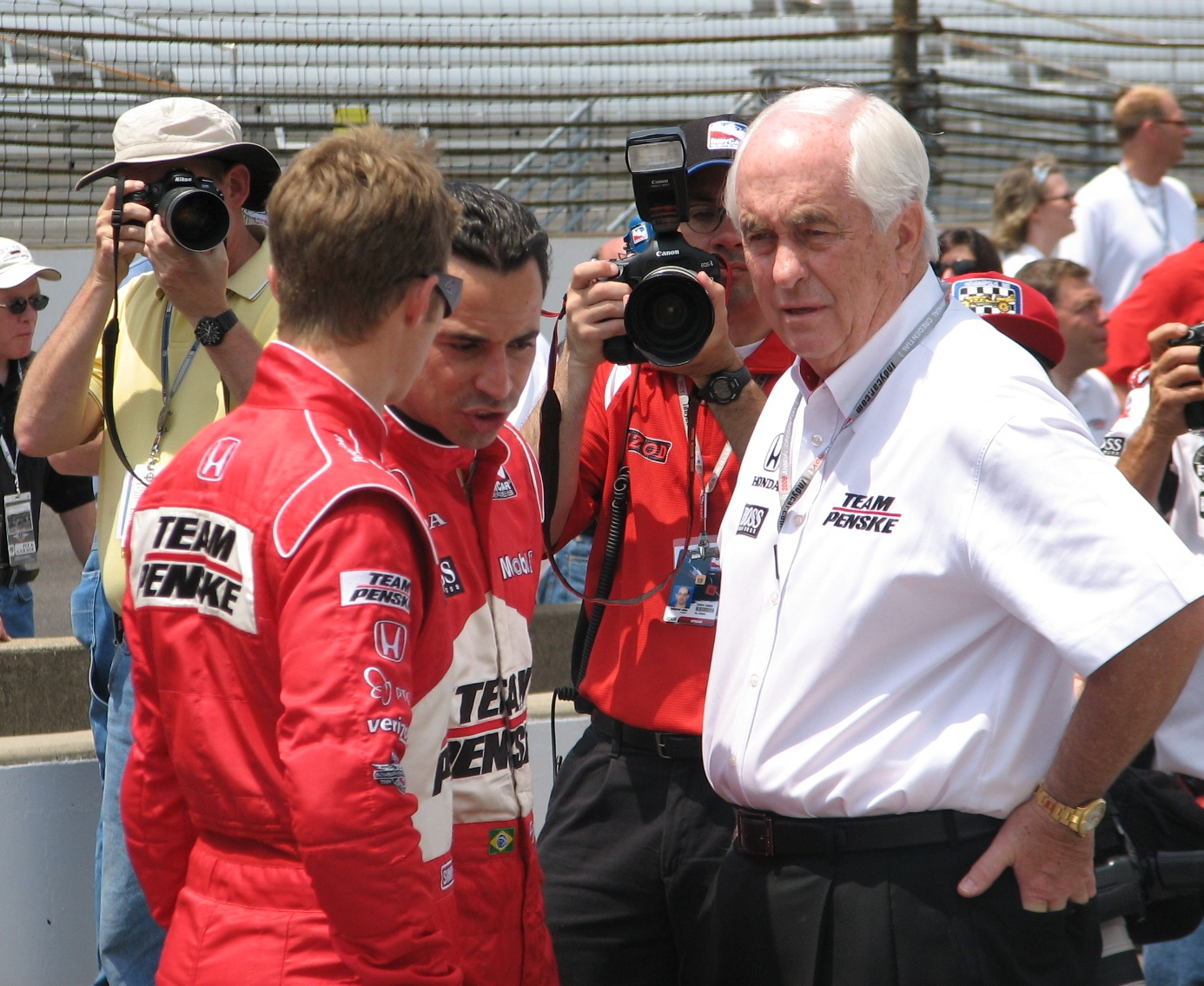
Ryan Briscoe, Helio Castroneves, y Roger Penske en Indianapolis Motor Speedway en el Carb Day Miller Lite en 2009.

- Mark Donohue (1968-1975) (*)
- David Hobbs (1971)
- Gary Bettenhausen (1972-1974)
- Gordon Johncock (1972)
- Mike Hiss (1972 y 1974)
- Tom Sneva (1975-1978)
- Bobby Allison (1975)
- Mario Andretti (1976-1980)
- Rick Mears (1978-1992)
- Bobby Unser (1979-1981)
- Bill Alsup (1981)
- Kevin Cogan (1982)
- Al Unser (1983-1989)
- Johnny Rutherford (1984) (reemplazo por lesión)
- Mike Thackwell (1984) (reemplazo por lesión)
- Danny Sullivan (1985-1990)
- Geoff Brabham (1989) (reemplazo por lesión)
- Emerson Fittipaldi (1990-1996)
- Paul Tracy (1991-1994, 1996-1997)
- Al Unser Jr. (1994-1999)
- Jan Magnussen (1996) (reemplazo por lesión)
- André Ribeiro (1998)
- Alex Barron (1999, 2003, 2003, reemplazo por lesión)
- Gonzalo Rodríguez (1999) (murió en Laguna Seca)
- Tarso Marques (1999) (reemplazo por lesión)
- / Gil de Ferran (2000-2003)
- Hélio Castroneves (2000-presente)
- Max Papis (2002) (reemplazo por lesión)
- Sam Hornish Jr. (2004-2007)
- Ryan Briscoe (2008-2012)
- Will Power (2009-presente)
- A.J. Allmendinger (2013)
- Juan Pablo Montoya (2014-2017)
- Simon Pagenaud (2015-presente)
- Josef Newgarden (2017-presente)

(*) El piloto subrayado en negrilla, compitió para Penske en las series CanAm, Trans-Am, y fue el primer piloto en el debut de Penske en la Fórmula 1.
- NOTA: Esto no incluye al canadiense  Greg Moore, quien a mediados de 1999 había firmado un contrato con Penske Racing para unirse al equipo para la temporada 2000. Moore murió en la vuelta 10 de las Marlboro 500 en el Auto Club Speedway en la última carrera de la temporada 1999, corriendo su última temporada con el equipo Forsythe Championship Racing. Castroneves, quien había estado conduciendo durante mucho tiempo Hogan Racing, que cerró después de la temporada de 1999, fue designado para ocupar ese asiento.[1]

### Fórmula 1

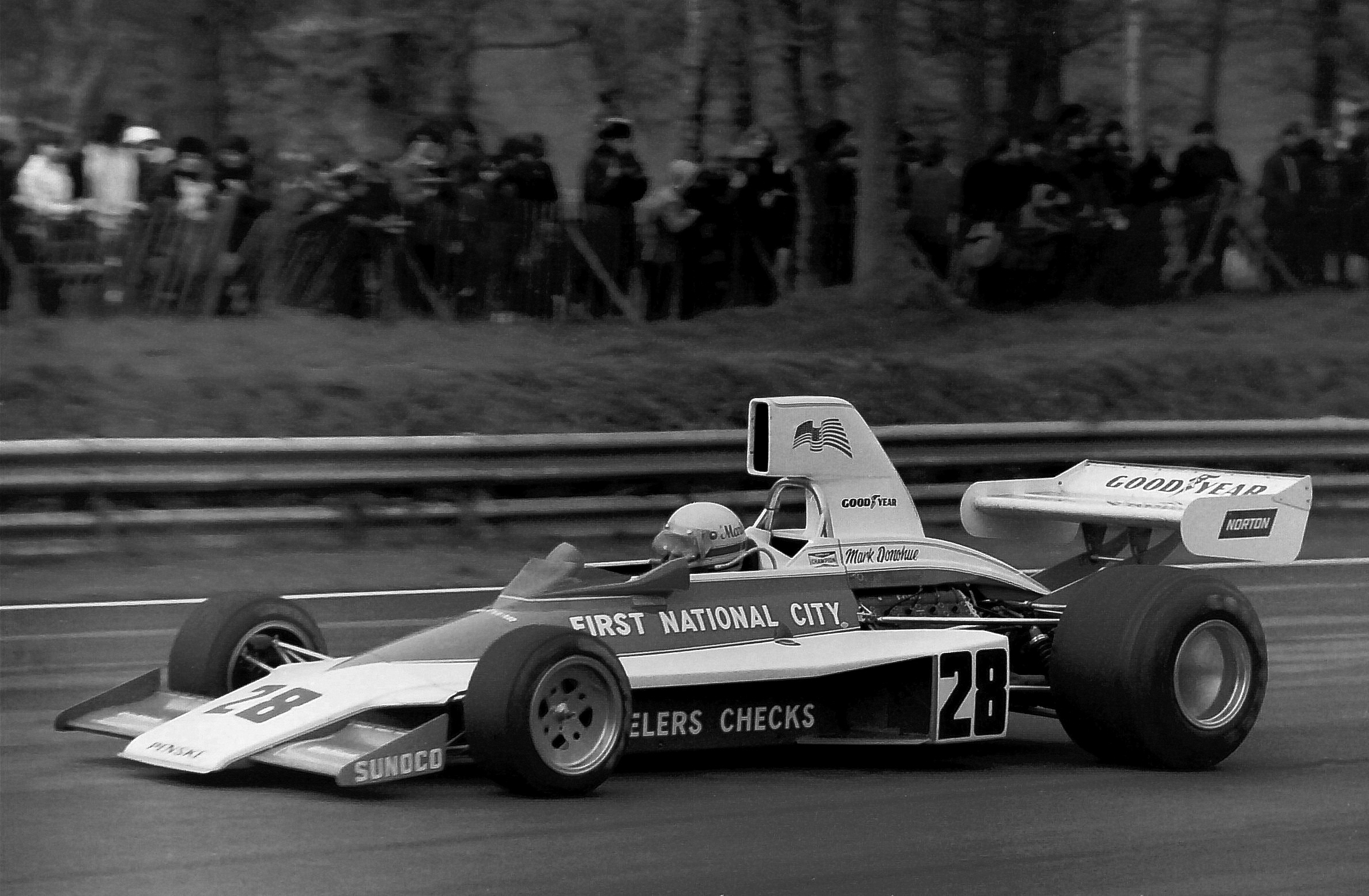
Penske PC1 de Fórmula 1.

Penske participó en el Campeonato Mundial de Fórmula 1 entre 1974 y 1976. En 1971, Penske había patrocinado una segunda entrada de un equipo privado con un monoplaza McLaren para los Gran Premios de Canadá y Estados Unidos de 1971, con el piloto Mark Donohue, que con su monoplaza subió a lo más alto del podio. El equipo volvería tres años más tarde, ya como constructor, para el Canadá de 1974, con su propio chasis, el Penske PC1, con un motor Ford Cosworth DFV V8 y una caja de cambios manual Hewland. Donohue llevó el monoplaza a la posición 12° en su debut. En 1975, Roger Penske decidió llevar el equipo a una temporada completa con el PC1; Donohue, logró marcar una 5ª posición en el Gran Premio de Suecia. Sin embargo, el monoplaza fue retirado después del GP de Francia por diversos problemas técnicos y falta de preparación a tiempo para competir, posteriormente, Penske inscribió un monoplaza March 751 para las siguientes tres próximas carreras, anotando otro buen 5° lugar en el Gran Premio de Gran Bretaña. Sin embargo, Donohue estrelló el monoplaza en el Gran Premio de Austria en Österreichring y más tarde murió a causa de sus heridas. Penske se perdió la carrera en Italia, y regresando sólo para el EE. UU., a raíz de los sucesos de la temporada abandonaron los 751 a favor de su más confiable PC1 con el norirlandés John Watson.
Para 1976, Penske firmó un acuerdo de patrocinio con Citibank y entró con un nuevo monoplaza, el PC3 con John Watson al volante. A pesar de un 5° lugar obtenido en el Gran Premio de Sudáfrica en Kyalami, el PC3 fue sustituido Penske PC4, un PC3mejorado que fue mucho más competitivo, lo que permitió a Watson anotarse dos podios en  Francia y Gran Bretaña. Luego, en el Österreichring, el equipo se llevó su única victoria en la F1 "forzada" por Watson dándole a este piloto además su primera victoria en la Fórmula 1. Sin embargo, Roger Penske, se había cansado de Europa y al final del año decidió concentrarse únicamente en las carreras del USAC, poniendo en venta los restos de sus operaciones europeas al equipo de ATS de Günther Schmidt en Alemania.
Para 1977, Penske se dedicó exclusivamente a proveer sus últimos monoplazas Fórmula 1 a equipos privados como el Auto Technisches Spezialzubehör como parte del negocio de monoplazas de carreras, pintados de amarillo. El PC4 de ATS debutó en 1977 Gran Premio del oeste de los Estados Unidos con Jean-Pierre Jarier al volante, donde el francés marcó un solo punto con el equipo en la temporada. Un segundo PC4 rodó en forma definitiva, con los pilotos Hans Heyer y Hans Binder, pero la suerte del equipo acabó y Schmidt dejó de funcionar después del Gran Premio de Italia, antes de regresar en 1978 con su propio chasis. Un tercer PC4 fue construido por Penske para Interscope Racing, que entraron el monoplaza para el Gran Premio de Estados Unidos y Gran Premio de Canadá, impulsando al piloto estadounidense Danny Ongais sin resultados.
En 1979, Penske diseñaría y construiría el monoplaza de Team Rebaque, el HR100, del piloto Héctor Rebaque, conocido como el piloto más rico de México. El monoplaza fue introducido para las tres últimas carreras de la temporada, aunque no fue precisamente para que calificara o no calificara o pudiese haber entrado en competencia.

### NASCAR

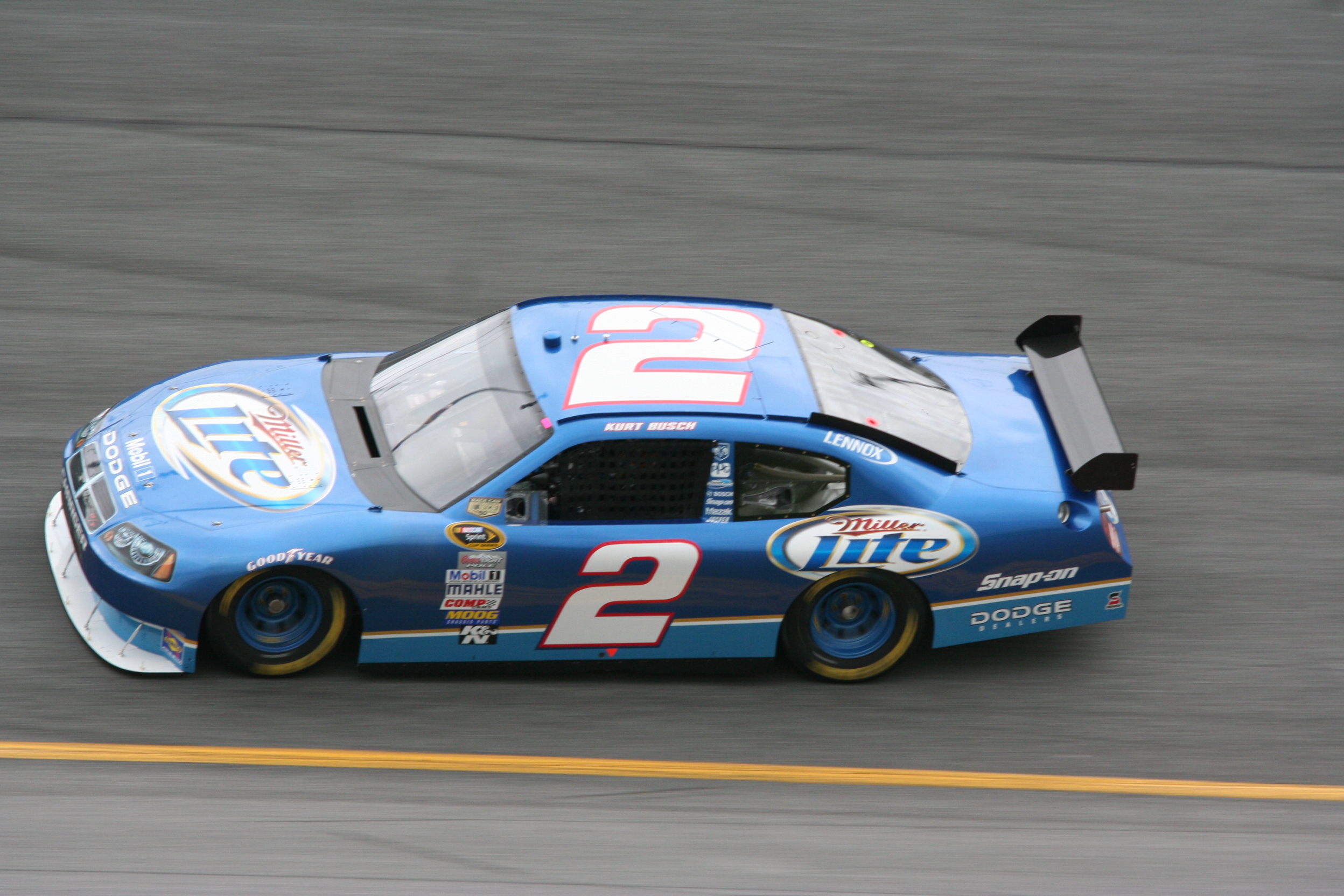
Kurt Busch corriendo el coche N°.2 Miller Lite en la serie NASCAR Sprint Cup de 2008.

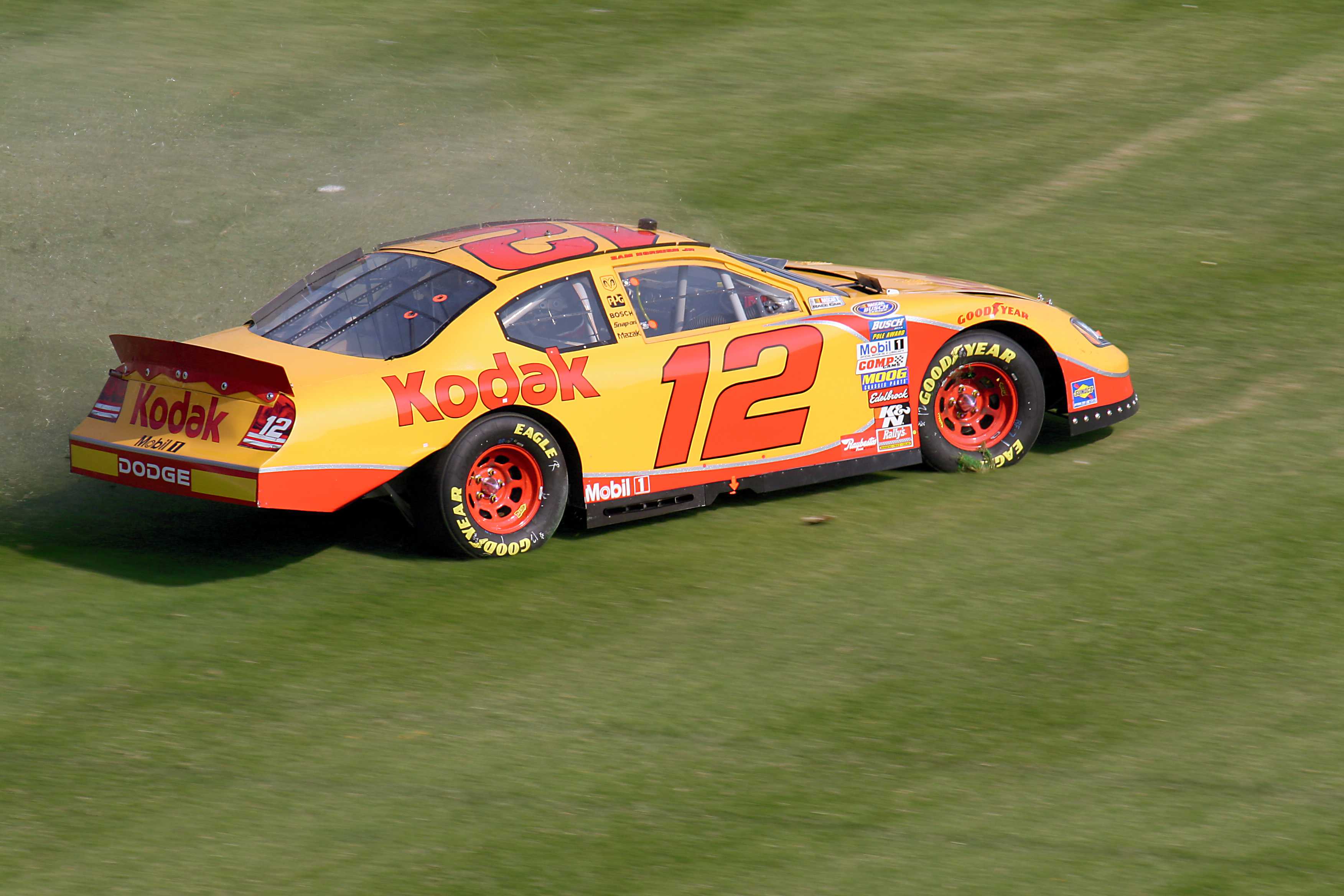
El coche #12 de la NASCAR Nationwide Series que derrapa en una competencia de 2007.

En la Copa NASCAR, Team Penske compitió entre 1972 y 1977, 1980 y entre 1991 hasta la actualidad. Cosechó dos títulos de pilotos y un subcampeonato. A noviembre de 2015, el equipo obtuvo 93 victorias y 408 top 5 en 1619 carreras disputadas.
La mayor parte de su trayectoria corrieron para las marcas Dodge y Ford, aunque en sus inicios también corrieron con Matador, Mercury, y Pontiac.
En el equipo pasaron pilotos destacados de la NASCAR como Rusty Wallace, Kurt Busch o Brad Keselowski. Los coches actuales en la Copa NASCAR son los Ford Mustang. El 2 pilotado por Austin Cindric, el 12, pilotado por Ryan Blaney y el 22, pilotado por Joey Logano.
En la NASCAR Xfinity Series, el equipo consiguió su primer título de pilotos en NASCAR en 2010 con Keselowski.

### Turismo y resistencia
Un Lola T70 Mk IIIb introducido por Penske que sorprendentemente se convirtió en el ganador de la edición de 1969 de las 24 Horas de Daytona. Durante la temporada de 1970, la competencia entre los coches de 5 litros de Porsche y Ferrari le devolvió la ventaja a los Porsche 917. En 1971, Ferrari decidió renunciar a cualquier esfuerzo oficial con sus coches de 5 litros, los Ferrari 512. Con el fin de prepararse la temporada 1972, el nuevo prototivo de Ferrari, el Ferrari 312PB, se presentó y fue adquirido por la escudería para varias carreras.
Roger Penske compró un chasis M usado de un 512 que fue desmantelado totalmente y reconstruido. El coche fue afinado especialmente para carreras de larga distancia recibiendo muchas características únicas, entre ellos un gran alerón trasero y un sistema inspirado en la aviación de rápida recarga de combustible. El motor fue puesto a punto especializado en el motor Traco V8 utilizado en CanAm, y probablemente fue capaz de entregar más de 600 CV (450 kW). Al día de hoy no se sabe hasta qué punto esta iniciativa de Penske fue respaldada por colaboración de Ferrari. Este 512M fue pintado en azul y amarillo y fue patrocinado por Sunoco y el distribuidor de la Ferrari California, Kirk F. White. El coche hizo la pole position en 1971 para las 24 Horas de Daytona y terminó segundo a pesar de sufrir un accidente. Para las 12 Horas de Sebring el coche patrocinado por Sunoco hizo la pole de nuevo, pero terminó la carrera en la sexta posición después de hacer contacto con el coche Porsche 917 de Pedro Rodríguez. A pesar de esta desgracia el coche ha demostrado ser un rival digno para el 917. No sólo este coche fue el más rápido en la pista de Daytona y Sebring, sino que además era también el coche que tenía el menor tiempo posible para su reabastecimiento.
La presencia de los coches Ferrari 512M "Sunoco", Porsche obligó dobló sus esfuerzos para la investigación y desarrollo de mejoras para el 917; La cola corta 917K fue modificada, y el 917 LH fue un poco más aerodinámica como sus principales mejoras. Un nuevo chasis de magnesio se había desarrollado. Un coche totalmente nuevo, el 917/20 fue construido como banco de pruebas para futuras carreras de CanAm, y además contaba conceptos de "efecto suelo" como nuevos sistemas aerodinámicos. En Le Mans el "Sunoco" Ferrari no pudo romper el récord de velocidad de 320 km/h (200 mph) en la recta más amplia del circuito, mientras que el Porsche 917 LH como un relámpago, sorprendentemente veloz, llegando a registrar velocidades de más de 380 kmh (240 mph). Mark Donohue clasificó 4° de todos maneras, lo que evidentemente fue el resultado de una configuración aerodinámica que favorecía a la carga aerodinámica que al arrastre, lo que ayudó en las secciones trabadas, sin embargo, el coche no tuvo mucha suerte en carrera.

#### American Le Mans Series

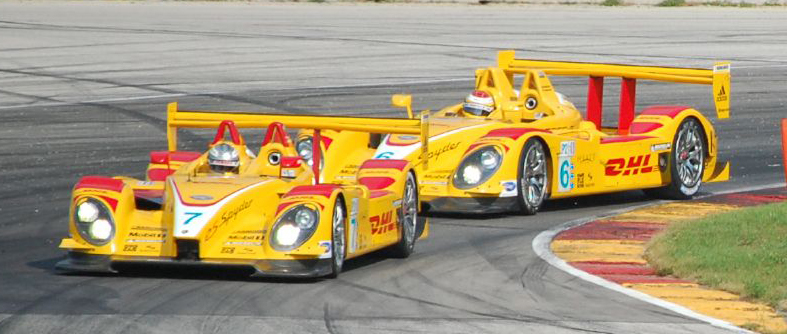
Dos Porsche RS Spyder de Penske en la fecha de American Le Mans Series de Road America de 2007.

Penske debutó en la American Le Mans Series en la última fecha de la temporada 2005 con un Porsche RS Spyder de la clase LMP2, pilotado por Lucas Luhr y Sascha Maassen. El dúo logró la victoria en su clase y finalizaron quinto absoluto.
Para la temporada 2006, el equipo compitió regularmente en la categoría con dos Porsche RS Spyder. Maassen y Luhr ganaron el campeonato de pilotos de clase LMP2, al quedar empatados puntos en puntos. En tanto que Timo Bernhard y Romain Dumas terminaron quinto y sexto en el clasificador respectivamente. Por otro lado, el equipo Penske ganó el campeonato de equipos de clase delante del equipo Intersport.
Al año siguiente, Penske alineó dos coches en la clase LMP2, siendo la versión mejorada, el Porsche RS Spyder Evo para la temporada de la American Le Mans Series. Los coches de Penske dominaron la clase LMP2, cosechando 11 triunfos de clase, de las cuales ocho fueron absolutos durante la temporada. Penske ganó el título de equipos en la clase LMP2 por segunda vez consecutiva, y la pareja de pilotos Dumas / Bernhard se consagraron campeones de pilotos, mientras que Maassen y Ryan Briscoe fueron subcampeones.
En 2008, en su último año en la categoría, la dupla Dumas / Bernhard defendió con éxito el título de pilotos de clase, al lograr cuatro victorias de clase y dos generales (destacándose el triunfo absoluto en las 12 Horas de Sebring). En tanto, que Maassen y Patrick Long finalizaron sexto y quinto en el campeonato respectivamente. Por otra parte, Hélio Castroneves y Briscoe lograron una victoria de clase en la Petit Le Mans. El equipo Penske obtuvo el título de pilotos frente a los equipo Highcroft, Dyson, y Andretti Green.

#### CanAm

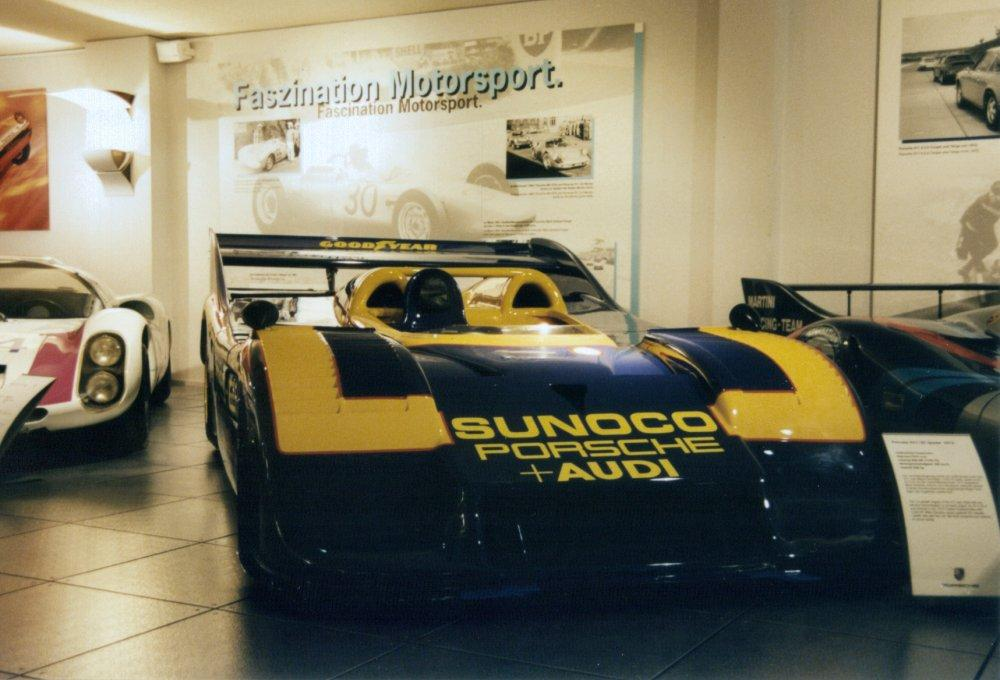
Porsche 917/30, en el museo Stuttgart-Zuffenhausen, coche con el cual compitió Penske en carreras de resistencia, entre ellas las 24 Horas de Daytona.

De 1972 a 1974, Penske fue colaborador oficial de Porsche en la serie CanAm. A finales de 1971, Penske y Mark Donohue ayudaron a desarrollar la versión turbocargada del Porsche 917. Con George Follmer ganaron la serie en 1972, y Donohue dominó la CanAm en 1973 con la última evolución del 917, el 917/30. Las reglas habían cambiado para 1974, y Penske correría su última carrera ese año.

#### Trans-Am
Penske primero corrió por primera vez con un coche azul patrocinado por la petrolera Sunoco, siendo un coche Chevrolet Camaro modelo para la temporada 1967, conducido por Mark Donohue diseñado específicamente para esta serie, así como más tarde utilizaría coches como el Ford Mustang. Más adelante se distinguiría con los colores rojo/blanco/azul de la American Motors respaldados en 1970 por un coche AMC Javelin, y más tarde, el rediseñando el coche para la temporada de 1971, el AMC Javelin AMX que al cual le habían agregado una cola aerodinámica y un spoiler, más otras características sugeridas por Donohue. El Javelin se llevó el campeonato de la serie entre 1971, 1972 y 1976.

## Museo del equipo Penske

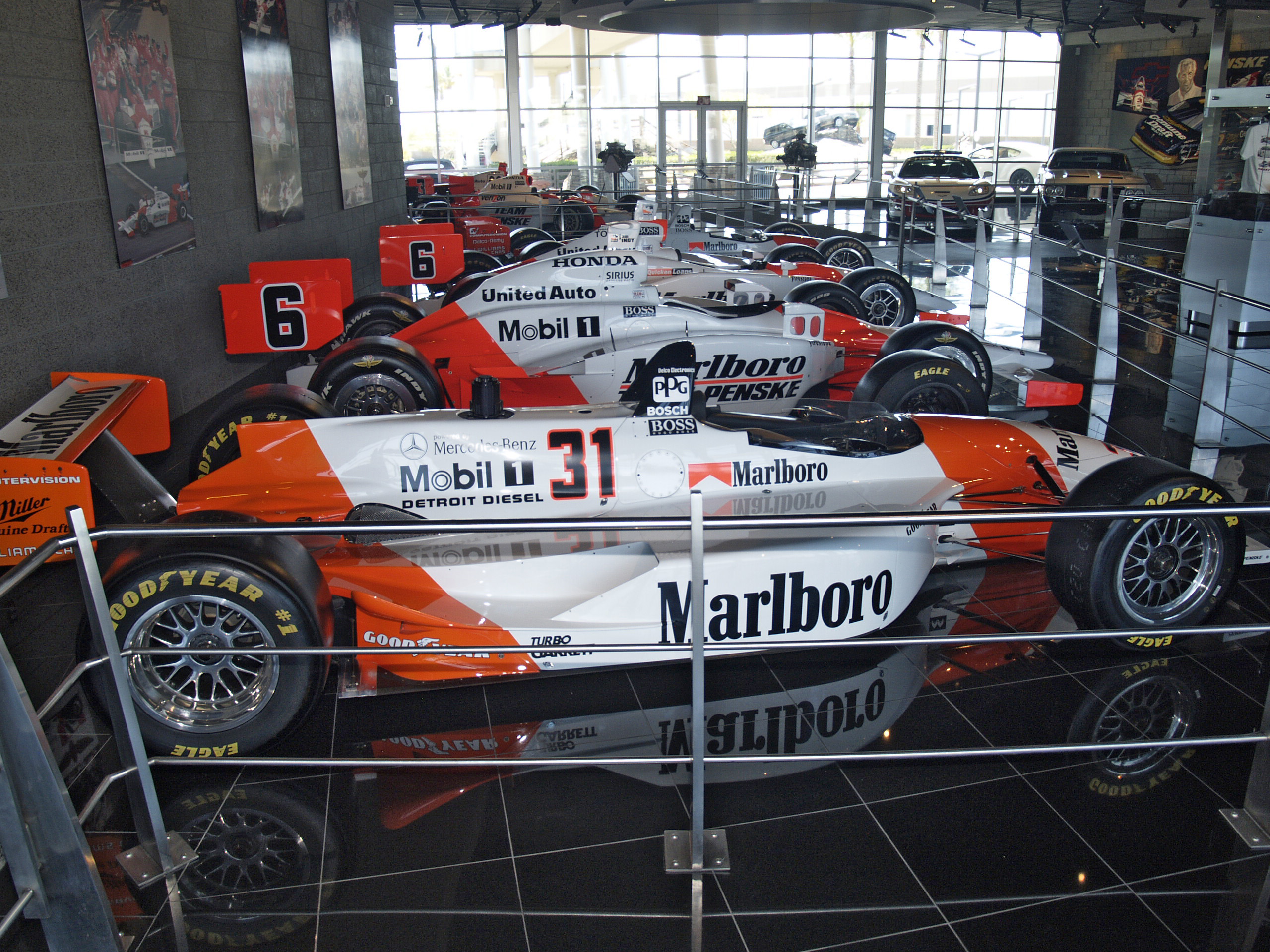
Museo Penske.

Inaugurado en 2002, el Museo del equipo Penske, que se encuentra Scottsdale, Arizona, se encuentra dentro de un complejo del concesionario de coches pertenecientes a Penske Automotive Group. En los dos pisos, el museo que es de 840 m² (9.000 pies cuadrados) alberga aproximadamente 20 coches más importantes del historial del Equipo Penske, junto a los trofeos, obras de arte, motores y otros recuerdos que datan de la época los orígenes de Penske Racing hasta nuestros días. Hay una Muestra donde se rotan los distintos modelos sobre una base rectangular, pero el museo se centra principalmente en los éxitos del equipo en la Indy 500 y NASCAR, aunque hay un menor énfasis en los coches de F1 y las carreras de autos deportivos de otras series.

## Resultados

### Fórmula 1
(Clave) (negrita indica pole position) (cursiva indica vuelta rápida)

| Año                             | Chasis       | Motor                    | Neu. | Pilotos      | 1   | 2   | 3   | 4   | 5   | 6   | 7   | 8   | 9   | 10  | 11  | 12  | 13  | 14  | 15  | 16  | Puntos | Pos. |
| ------------------------------- | ------------ | ------------------------ | ---- | ------------ | --- | --- | --- | --- | --- | --- | --- | --- | --- | --- | --- | --- | --- | --- | --- | --- | ------ | ---- |
| 1971                            | McLaren M19A | Ford Cosworth DFV 3.0 V8 | G    |              | RSA | ESP | MON | NED | FRA | GBR | GER | AUT | ITA | CAN | USA |     |     |     |     |     |        |      |
| 1971                            | McLaren M19A | Ford Cosworth DFV 3.0 V8 | G    | Mark Donohue |     |     |     |     |     |     |     |     |     | 3   | DNS |     |     |     |     |     |        |      |
| 1971                            | McLaren M19A | Ford Cosworth DFV 3.0 V8 | G    | David Hobbs  |     |     |     |     |     |     |     |     |     |     | 10  |     |     |     |     |     |        |      |
| 1972-1973: Penske no participó. |              |                          |      |              |     |     |     |     |     |     |     |     |     |     |     |     |     |     |     |     |        |      |
| 1974                            | PC1          | Ford Cosworth DFV 3.0 V8 | G    |              | ARG | BRA | RSA | ESP | BEL | MON | SWE | NED | FRA | GBR | GER | AUT | ITA | CAN | USA |     | 0      | NC   |
| 1974                            | PC1          | Ford Cosworth DFV 3.0 V8 | G    | Mark Donohue |     |     |     |     |     |     |     |     |     |     |     |     |     | 12  | Ret |     | 0      | NC   |
| 1975                            | March 751    | Ford Cosworth DFV 3.0 V8 | G    |              | ARG | BRA | RSA | ESP | BEL | MON | SWE | NED | FRA | GBR | GER | AUT | ITA | USA |     |     |        |      |
| 1975                            | March 751    | Ford Cosworth DFV 3.0 V8 | G    | Mark Donohue |     |     |     |     |     |     |     |     |     | 5   | Ret | DNS |     |     |     |     |        |      |
| 1975                            | PC1          | Ford Cosworth DFV 3.0 V8 | G    | Mark Donohue | 7   | Ret | 8   | Ret | Ret | 11  | 5   | 8   | Ret |     |     |     |     |     |     |     | 2      | 12.° |
| 1975                            | PC1          | Ford Cosworth DFV 3.0 V8 | G    | John Watson  |     |     |     |     |     |     |     |     |     |     |     |     |     | 9   |     |     | 2      | 12.° |
| 1976                            | PC3 PC4      | Ford Cosworth DFV 3.0 V8 | G    |              | BRA | RSA | USW | ESP | BEL | MON | SWE | FRA | GBR | GER | AUT | NED | ITA | CAN | USA | JPN | 20     | 5.°  |
| 1976                            | PC3 PC4      | Ford Cosworth DFV 3.0 V8 | G    | John Watson  | Ret | 5   | Ret | Ret | 7   | 10  | Ret | 3   | 3   | 7   | 1   | Ret | 11  | 10  | 6   | Ret | 20     | 5.°  |
| Fuente:                         |              |                          |      |              |     |     |     |     |     |     |     |     |     |     |     |     |     |     |     |     |        |      |

#### Equipos privados
(Clave) (negrita indica pole position) (cursiva indica vuelta rápida)

| Año     | Escudería            | Chasis | Motor                    | Neu. | Pilotos            | 1   | 2   | 3   | 4   | 5   | 6   | 7   | 8   | 9   | 10  | 11  | 12  | 13  | 14  | 15  | 16  | 17  |
| ------- | -------------------- | ------ | ------------------------ | ---- | ------------------ | --- | --- | --- | --- | --- | --- | --- | --- | --- | --- | --- | --- | --- | --- | --- | --- | --- |
| 1976    | F&S Properties       | PC3    | Ford Cosworth DFV 3.0 V8 | G    |                    | BRA | RSA | USW | ESP | BEL | MON | SWE | FRA | GBR | GER | AUT | NED | ITA | CAN | USA | JPN |     |
| 1976    | F&S Properties       | PC3    | Ford Cosworth DFV 3.0 V8 | G    | Boy Hayje          |     |     |     |     |     |     |     |     |     |     |     | Ret |     |     |     |     |     |
| 1977    | ATS Racing Team      | PC4    | Ford Cosworth DFV 3.0 V8 | G    |                    | ARG | BRA | RSA | USW | ESP | MON | BEL | SWE | FRA | GBR | GER | AUT | NED | ITA | USA | CAN | JPN |
| 1977    | ATS Racing Team      | PC4    | Ford Cosworth DFV 3.0 V8 | G    | Jean-Pierre Jarier |     |     |     | 6   | DNQ | 11  | 11  | 8   | Ret | 9   | Ret | 14  | Ret | Ret |     |     |     |
| 1977    | ATS Racing Team      | PC4    | Ford Cosworth DFV 3.0 V8 | G    | Hans Binder        |     |     |     |     |     |     |     |     |     |     |     | 12  | 8   | DNQ |     |     |     |
| 1977    | ATS Racing Team      | PC4    | Ford Cosworth DFV 3.0 V8 | G    | Hans Heyer         |     |     |     |     |     |     |     |     |     |     | Ret |     |     |     |     |     |     |
| 1977    | Jac Nellemann        | PC3    | Ford Cosworth DFV 3.0 V8 | G    | Jac Nellemann      |     |     |     |     |     |     |     | DNP |     |     |     |     |     |     |     |     |     |
| 1977    | Hexagone of Highgate | PC3    | Ford Cosworth DFV 3.0 V8 | G    | Derek Bell         |     |     |     |     |     |     |     |     |     | DNP |     |     |     |     |     |     |     |
| 1977    | Interscope Racing    | PC4    | Ford Cosworth DFV 3.0 V8 | G    | Danny Ongais       |     |     |     |     |     |     |     |     |     |     |     |     |     |     | Ret | 7   |     |
| Fuente: |                      |        |                          |      |                    |     |     |     |     |     |     |     |     |     |     |     |     |     |     |     |     |     |